# كهف سانت ستيفين
كهف سانت ستيفين هو كهف من الحجر الجيري في ميشكولتس، ليلافورد، شمال المجر.

## الموقع
يقع كهف سانت ستيفن المحمي في حديقة بوك الوطنية على بعد 3.5 كم من مدينة ميشكولتس، ويبلغ إجمالي طول الكهف وأزقته 1043 متراً وارتفاعه حوالي 94 متراً، ،.بسبب الإضاءة، ظهرت النباتات الحزازية في الكهف. تم حل هذه المشكلة عن طريق تركيب نوع مختلف من الإضاءة.
الهواء في الكهف نقي جدا وله رطوبة عالية. يتم هنا علاج المرضى الذين يعانون من أمراض الجهاز التنفسي.
كما أن الكهف غني بالتشكّلات والرواسب الحجرية، ويضم أكبر تشكّلات من الحجر الرملي، ويسمى "الشلال المجمد"، ويبلغ ارتفاعه حوالي 20 متر وعرضه 15 متر.

## تاريخ
شُكل الكهف في العصر الترياسي ويبلغ طوله حوالي 710م. اكتشف أوتوكار كاديتش (Ottokár Kadić) الكهف في عام 1913. ووفقًا للأسطورة المحلية، سقط كلب في حفرة بعمق 15 مترًا، والتي كانت الفتحة الطبيعية الوحيدة للكهف. وجد الناس الكهف عندما أنقذوا الكلب. بدأ كافرز في استكشاف الكهف في عام 1927. تم فتح مدخل آخر للسياح، وفي عام 1931 تم فتح الكهف للجمهور.
خلال الحرب العالمية الثانية، تضرر الكهف، حيث تم كسر العديد من الصواعد والهوابط من قبل الأشخاص الذين يبحثون عن ملجأ من الغارات الجوية. تم إصلاح الإضاءة فقط في عام 1955، وتم فتح الكهف للجمهور مرة أخرى.
لا يزال الكهف قيد الاستكشاف، ولكن لا يمكن زيارة سوى جزء منه. أعمق منطقة معروفة تسمى الجحيم. بسبب ملء المياه للكهف في عامي 1958 و1974، من المفترض أن الكهوف الداخلية متصلة بمصارف المياه.

## وصلات خارجية
- معرض الصور